# Mentzelpark

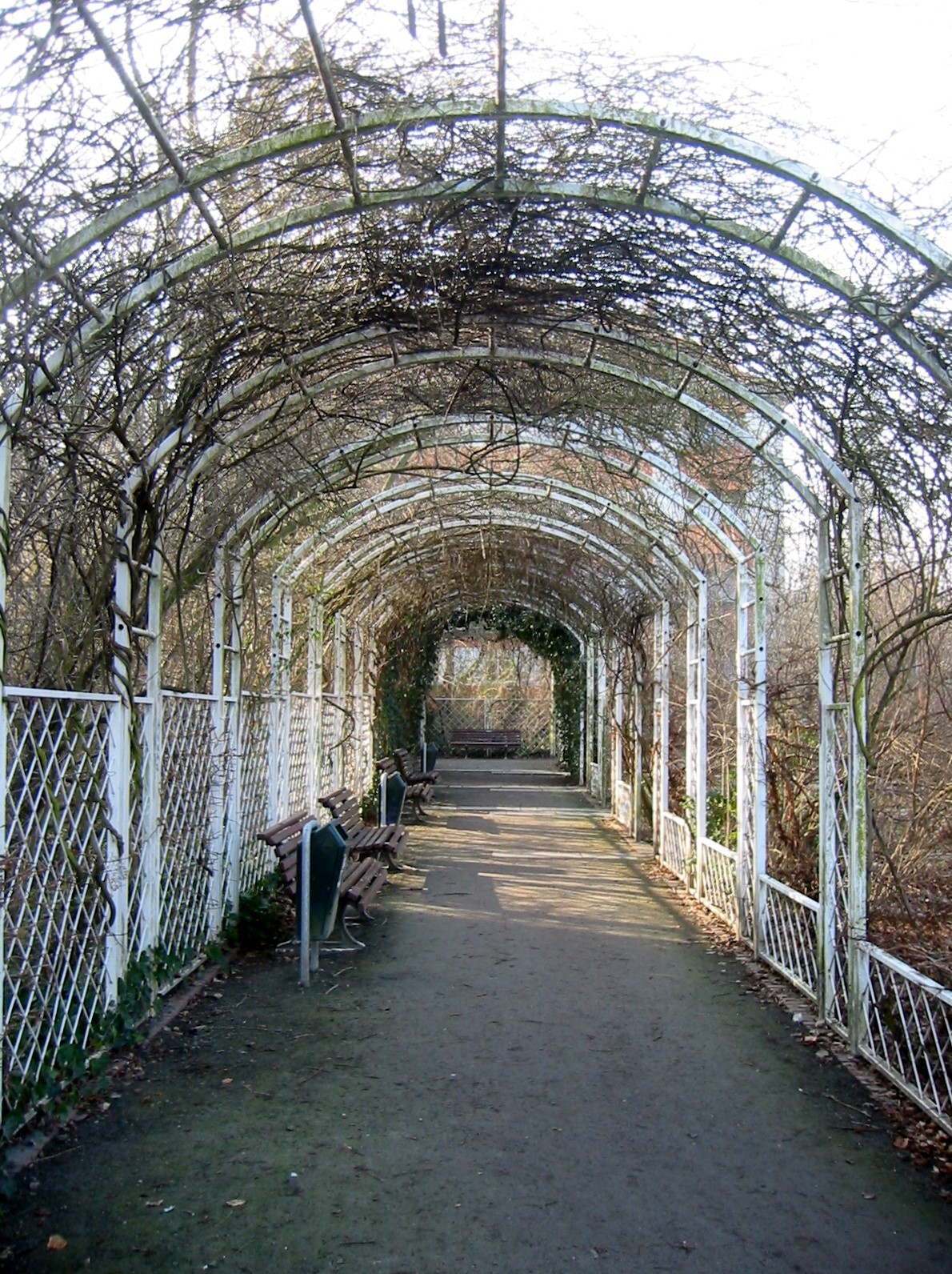
Laubengang im Park

Der Mentzelpark liegt im Berliner Ortsteil Köpenick des Bezirks Treptow-Köpenick. Er ist nach Albert Mentzel (1839–1922) benannt, dem das Grundstück gehörte.
Mentzel war der Schwager des Unternehmers und Kommerzienrates Carl Spindler und Teilhaber des Wäscherei- und Färbereibetriebs W. Spindler. Die Villa Albert Mentzels, zu der ein Park gehörte, stand in der Oberspreestraße und das Anwesen erstreckte sich bis zur Spree. 1925 erwarb die Stadt den Park. Dieser ist heute Teil des Weges Nummer 1 der 20 grünen Hauptwege, die durch Berlin führen, und des Europaradweges R1. 2011 wurden die Einfassungen am Hang erneuert. Seit 2013 gibt es Planungen, einen Teil der Flächen als Streuobstwiesen auszuweisen.